# PBS 뉴스아워

PBS 뉴스아워(PBS NewsHour)는 350개가 넘는 PBS 회원 방송국에서 방송되는 미국 저녁 TV 뉴스 프로그램이다. 매주 7일 밤 방송되며, 이슈와 시사 문제를 심층적으로 다루는 것으로 유명하다. 2023년 1월 2일부터 평일 1시간 버전의 앵커는 암나 나와즈(Amna Nawaz)와 제프 베넷이다. PBS 뉴스 위켄드라는 브랜드의 30분짜리 주말 에디션은 2022년 12월 31일부터 존 양이 진행하고 있다.
방송은 워싱턴 D.C.에 있는 PBS 회원 방송국 WETA-TV에서 제작되며 버지니아주 알링턴 카운티에 있는 스튜디오 시설에서 시작된다. 2019년부터 미국 서부 시청자를 대상으로 한 주중 방송, 온라인 및 심야 방송에 삽입된 뉴스 업데이트는 애리조나 주립대학교 "Walter Cronkite" 저널리즘 및 매스커뮤니케이션 학교 출신의 스테파니 싸이가 담당했다. 프로그램을 위한 추가 생산 시설은 샌프란시스코와 덴버에 있다. 이 프로그램은 WETA-TV와 PBS 회원 방송국인 뉴욕시의 WNET, 샌프란시스코의 KQED, 세인트 루이스의 KETC, 시카고의 WTTW 간의 협력이다.